# Castello di Châlus-Chabrol
Il castello di Chalus-Chabrol (in Limosino occitano: Chasteu de Chasluç-Chabròl) è un castello nel comune di Châlus nel dipartimento dell'Alta Vienne, in Francia.
Il castello domina la città di Châlus. Si compone oggi di un maschio circolare isolato (XII° secolo) e di un edificio residenziale costruito tra il XI e XIII secolo, ampliato nel XVII secolo.
Il castello proteggeva l'approccio meridionale a Limoges e la rotta nord-sud tra Parigi e la Spagna, nonché l'antica rotta est-ovest che collegava il Mediterraneo e l'Atlantico.
È famoso per la morte del re Riccardo Cuor di Leone, che vi morì mentre assediava il castello nel 1199, per una ferita da colpo di balestra tirato, secondo la leggenda, da uno dei difensori chiamato Bertrand de Gourdon. Le sue viscere sono sepolte nella cappella del castello.
Fra i proprietari del castello vi furono Charlotte d'Albret e Luisa Borgia, rispettivamente moglie e figlia di Cesare Borgia.
Il castello di Chalus-Chabrol è nella lista dei monumenti storici del Ministero della Cultura francese dal 1925.

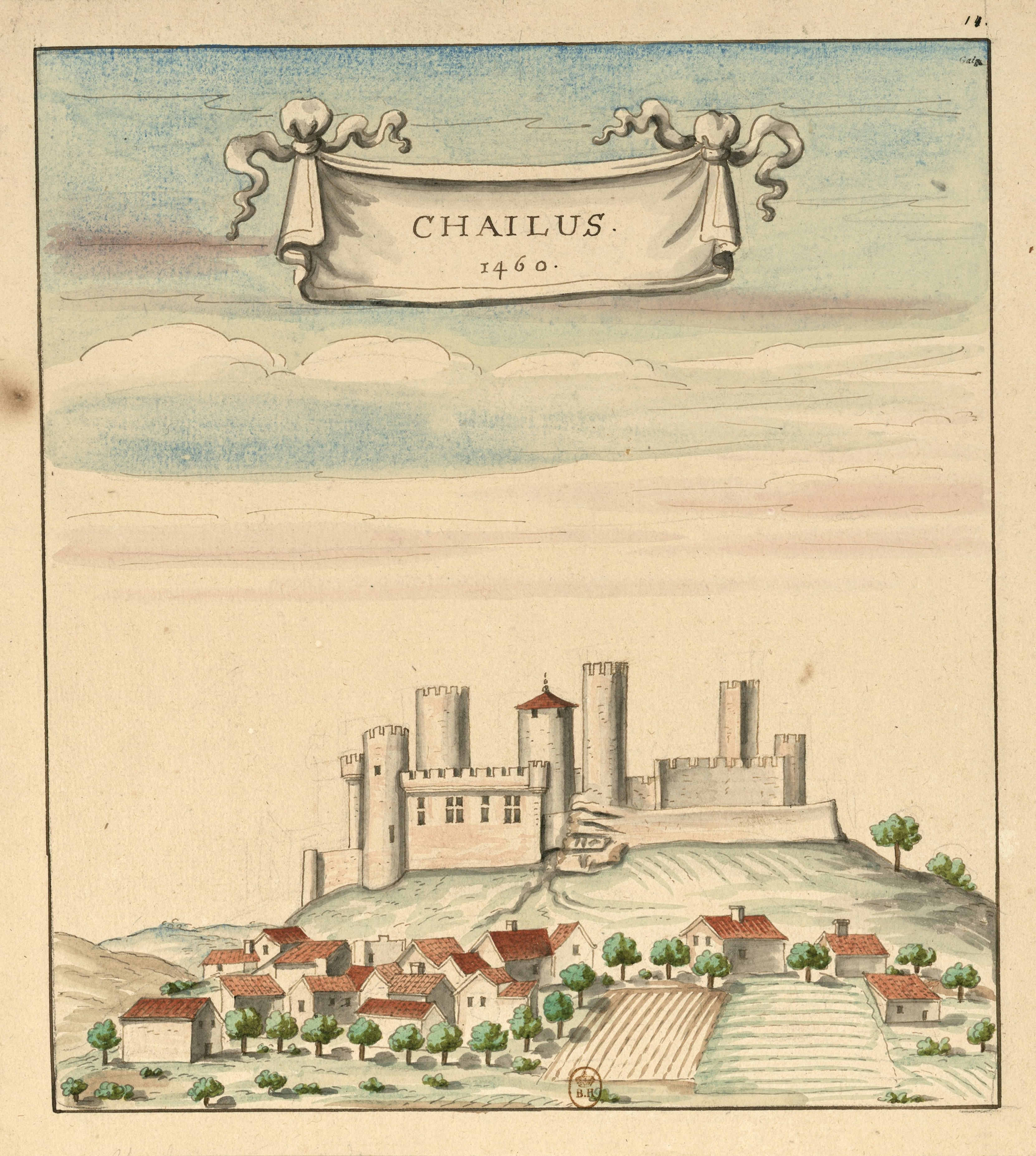
Il castello nel 1460
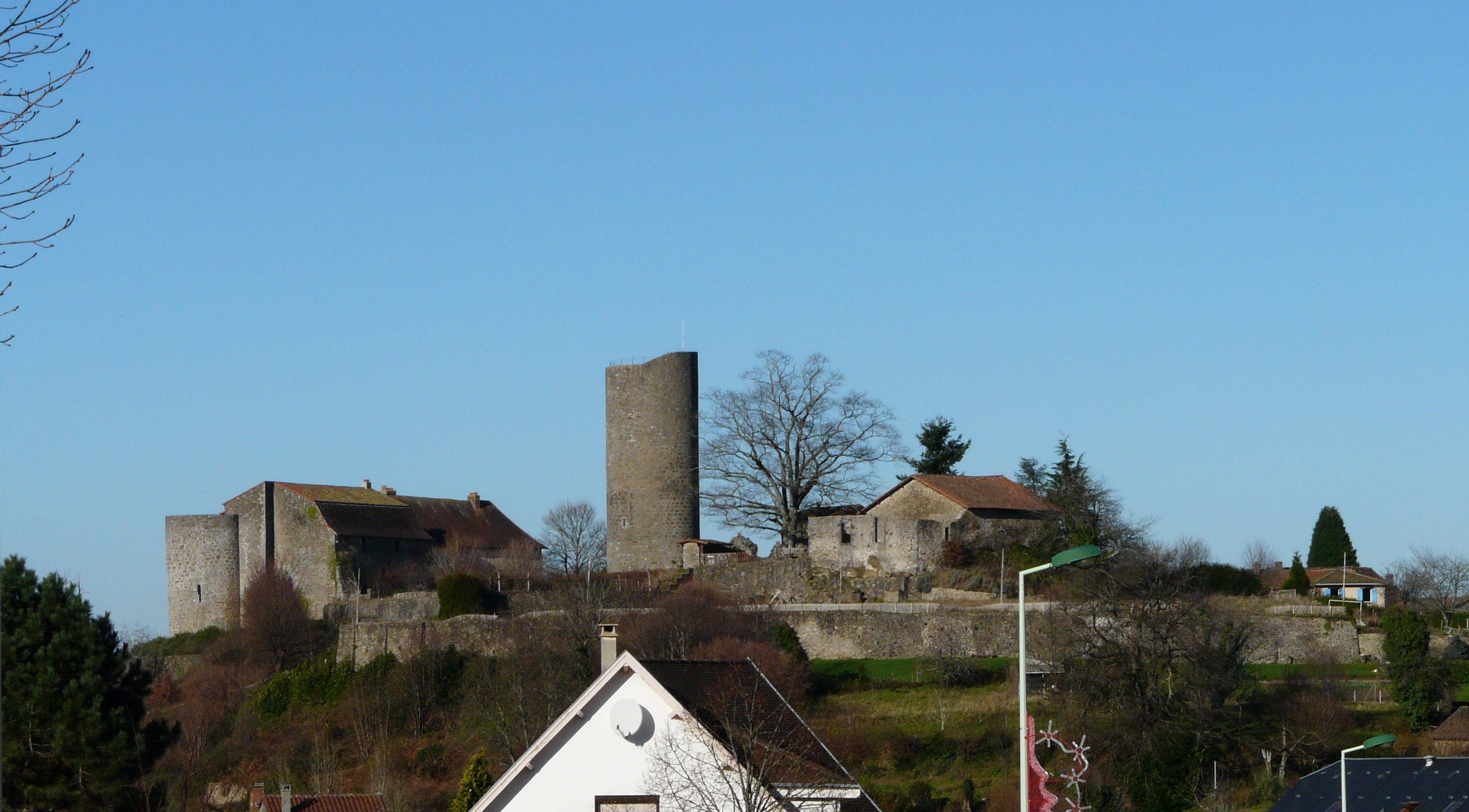
Vista generale
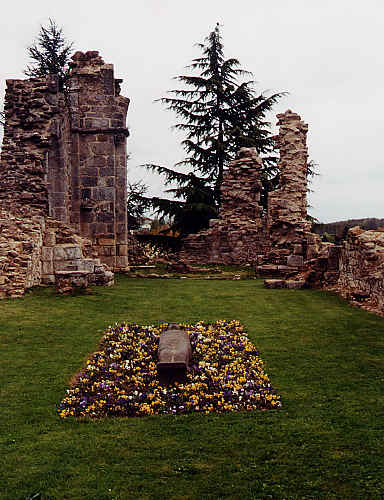
Memoriale di Riccardo I
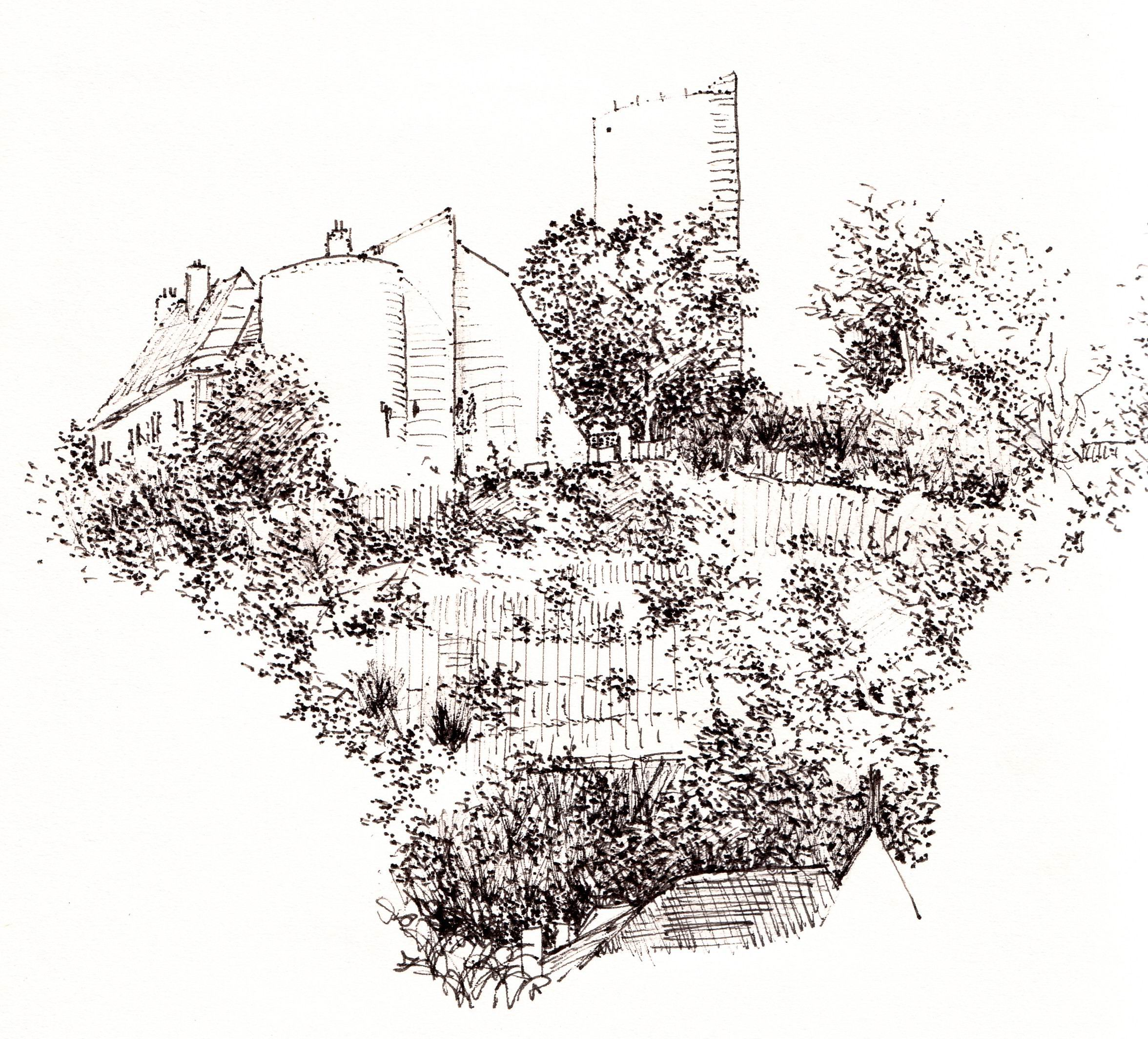
Castello di Châlus-Chabrol di Ildo Moratti
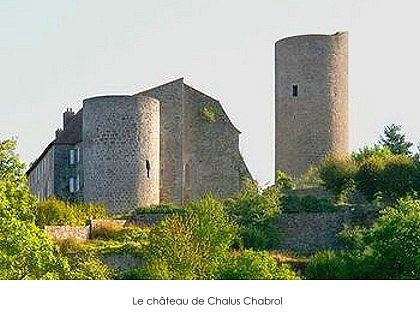
Castello di Chalus-Chabrol